# Незвичайний випадок
«Незвичайний випадок» («Tavatu lugu») — радянський художній фільм 1973 року, знятий режисером Кальйо Коміссаровим на кіностудії «Талліннфільм».

## Сюжет
Вісімнадцятирічна Епп-Кай зізнається у злочині, якого вона не робила. Що змусило так вчинити дівчину, яка батькові здається надто впертою, матері — слухняною, але потайливою, однокласникам — не надто комунікабельною? Це питання серйозно турбує молодого слідчого. Пошуки злочинця, що підпалив гараж, поступово перетворюються для нього в боротьбу за людину, за те, щоб Епп-Кай, яка взяла на себе провину свого друга, подолала свою замкнутість і невірне уявлення про обов'язок і товариство, не втратила б віри в людей.

## У ролях
- Ельга Терасмягі — Епп-Кай (дублювала Олена Соловей)
- Юрі Влассов — Арво
- Каарел Ірд — головна роль (дублював Ігор Єфімов)
- Кальйо Кійск — досвідчений слідчий (дублював Олександр Дем'яненко)
- Енн Клоорен — співробітник міліції
- Кальйо Коміссаров — молодий слідчий (дублював Гелій Сисоєв)
- Енн Краам — Корп
- Лууле Коміссаров — Хелен
- Ліннар Пріймягі — староста класу
- Сальме Реек — медсестра
- Іта Евер — мати Епп-Кай
- Юрі Ярвет — психіатр (дублював Ігор Дмитрієв)
- Аго Саллер — роль другого плану
- Міхкель Смілянський
- Катрін Карісма-Крумм
- Тину Міллер — епізод
- Едуард Ралья — співробітник паспортного столу
- Йоханнес Милдре — епізод
- Хелле Піхлак — заступник начальника паспортного столу
- Астрід Арак — бармен у пивному барі
- Салме Поопуу — тюремний лікар-гінеколог
- Якоб Валд — перший водій

## Знімальна група
- Режисер — Кальйо Коміссаров
- Сценаристи — Сулев Раудсепп, Енн Реккор
- Оператор — Михайло Дороватовський
- Композитор — Ейно Тамберґ
- Художники — Лінда Вернік, Пеетер Лінцбах